# Episinus bigibbosus
Episinus bigibbosus är en spindelart som beskrevs av O. Pickard-Cambridge 1896. Episinus bigibbosus ingår i släktet Episinus och familjen klotspindlar.
Artens utbredningsområde är Panama. Inga underarter finns listade i Catalogue of Life.